# Robert Christian
Robert Francis Christian OP (ur. 2 grudnia 1948 w San Francisco, zm. 11 lipca 2019 w Menlo Park) – amerykański duchowny katolicki, biskup pomocniczy San Francisco od 2018 do śmierci.

## Życiorys
Święcenia kapłańskie otrzymał 4 czerwca 1976 w zakonie dominikanów. Przez wiele lat pracował w kolegiach i parafiach zakonnych. W latach 1999–2014 był wicedziekanem Papieskiego Uniwersytetu Świętego Tomasza z Akwinu. Po powrocie do kraju objął stanowisko dziekana w Western Dominican Province.
28 marca 2018 papież Franciszek mianował go biskupem pomocniczym San Francisco ze stolicą tytularną Giru Marcelli. Sakry udzielił mu 5 czerwca 2018 arcybiskup Salvatore Cordileone.
Zmarł 11 lipca 2019.